# Silvano Arieti
Silvano Arieti (Pisa, Italija, 28. lipnja 1914. – New York, SAD, 7. kolovoza 1981.) bio je psihijatar i stručnjak za shizofreniju. Arieti je napustio Italiju zbog antisemitske politike Benita Mussolinija.
Poznat kao psihoterapeut, Arieti je pružao psihoterapiju ljudima sa shizofrenijom, što se smatralo neobičnim. Arieti je prepisivao antipsihotike, a nakon što bi osoba postala „prilagođena“, počeo bi sa psihoterapijom. Arieti je smatrao da ne treba zanemariti psihosocijalne faktore koji doprinose razvitku bolesti, poput teške tjeskobe i traume (traumatski model).
Premda neki doktora Arietija smatraju „antipsihijatrom“, Arieti nije bio dio antipsihijatrijskog pokreta te je podupirao upotrebu neuroleptika i elektrokonvulzivne terapije.

## Poveznice
- The Silvano Arieti Association